# ريتشارد هوستون
ريتشارد هوستون (بالإنجليزية: Richard Houston)‏ (30 يونيو 1863 في أستراليا - 27 نوفمبر 1921 في أستراليا) هو لاعب كريكت أسترالي. لعب مع فريق فكتوريا للكريكت.

## وصلات خارجية
- ريتشارد هوستون على موقع إي آس بي آن كريك إنفو (الإنجليزية)